# Challenge de France féminin 2007-2008
Navigation
Édition précédente Édition suivante
Le Challenge de France féminin 2007-2008 est la 7e édition du Challenge de France féminin.
Il s'agit d'une compétition à élimination directe ouverte à tous les clubs de football français ayant une équipe féminine, organisée par la Fédération française de football (FFF) et ses ligues régionales.
La finale a eu lieu le 3 juin 2008 au Stade de France à Saint-Denis, et a été remporté par l'Olympique lyonnais face au Paris SG sur le score de trois buts à zéro.

## Déroulement de la compétition
| Nom                                                          | Dates retenues   | Équipes participantes | Équipes restantes |
| Phase régionale                                              | Phase régionale  | Phase régionale       | Phase régionale   |
| ------------------------------------------------------------ | ---------------- | --------------------- | ----------------- |
| Selon les ligues                                             | Selon les ligues | -                     | 60                |
| Phase fédérale (entrée en lice des 20 équipes de Division 2) |                  |                       |                   |
| 1er tour                                                     | 6 janvier 2008   | 80                    | 40                |
| 2e tour                                                      | 20 janvier 2008  | 40                    | 20                |
| Phase finale (entrée en lice des 12 équipes de Division 1)   |                  |                       |                   |
| Seizièmes de finale                                          | 10 février 2008  | 32                    | 16                |
| Huitièmes de finale                                          | 24 février 2008  | 16                    | 8                 |
| Quarts de finale                                             | 23 mars 2008     | 8                     | 4                 |
| Demi-finales                                                 | 27 avril 2008    | 4                     | 2                 |
| Finale                                                       | 3 juin 2008      | 2                     | 1                 |

## Premier tour fédéral
Le premier tour fédéral est marqué par l'entrée en lice des vingt clubs de deuxième division qui rejoignent les vingt-six clubs de troisième division et trente-quatre clubs de division d'honneur, déjà qualifiés pour ce tour de la compétition.
Les rencontres ont lieu le week-end du 6 janvier 2008, à l’exception du match ASC Saint-Apollinaire-Aulnat Sportif qui se joue la semaine suivante, et sont marquées par la performance de l'Allennes-les-Marais PMB, club de division d'honneur, qui élimine le Blanc-Mesnil SF, pensionnaire de division 2.
| Date       | Club (division)                                   | Score           | Club (division)                               |
| ---------- | ------------------------------------------------- | --------------- | --------------------------------------------- |
| 06/01/2008 | AS Algrange (Division 3)                          | 11-0            | AS Glaire (Division d'Honneur)                |
| 06/01/2008 | Allennes-les-Marais PMB (Division d'Honneur)      | 2-2 (Tab : 4-3) | Blanc-Mesnil SF (Division 2)                  |
| 06/01/2008 | RS Amanvillers (Division d'Honneur)               | 2-2 (Tab : 4-5) | SR Colmar (Division d'Honneur)                |
| 06/01/2008 | Amiens Montières (Division d'Honneur)             | 2-1             | Leers omnisports (Division 3)                 |
| 06/01/2008 | J3S Amilly (Division d'Honneur)                   | 0-4             | VGA Saint-Maur (Division 2)                   |
| 06/01/2008 | AS Anet (Division d'Honneur)                      | 0-5             | FCF Condéen (Division 2)                      |
| 06/01/2008 | Arbois Sports (Division d'Honneur)                | 1-4             | FC Pontcharra Saint-Loup (Division d'Honneur) |
| 06/01/2008 | COM Bagneux (Division 2)                          | 1-0             | US Orléans (Division 3)                       |
| 06/01/2008 | CS Mars Bischheim (Division 2)                    | 2-0             | AS Nancy-Lorraine (Division 3)                |
| 06/01/2008 | ES Bonchamp (Division d'Honneur)                  | 0-4             | US Saint-Malo (Division d'Honneur)            |
| 06/01/2008 | Castres Lameilhe FC (Division d'Honneur)          | 1-6             | FCF Monteux (Division 2)                      |
| 06/01/2008 | AS Châtenoy-le-Royal (Division 3)                 | 4-0             | Ilets Montluçon (Division d'Honneur)          |
| 06/01/2008 | AS Chèvremont (Division 3)                        | 3-2             | RC Serris VE (Division d'Honneur)             |
| 06/01/2008 | ES Cormelles-le-Royal (Division 2)                | 6-1             | FA Laval (Division 3)                         |
| 06/01/2008 | Corne USC (Division d'Honneur)                    | 6-2             | AS Grayan Nord-Medoc (Division d'Honneur)     |
| 06/01/2008 | ASSF Épinal (Division d'Honneur)                  | 2-0             | Besançon RC (Division 3)                      |
| 06/01/2008 | FF Issy (Division d'Honneur)                      | 3-3 (Tab : 2-4) | US Gravelines (Division 2)                    |
| 06/01/2008 | FC La Rochelle Laleu (Division d'Honneur)         | 0-5             | Tours FC (Division 2)                         |
| 06/01/2008 | FC La Rochette Vaux le Pénil (Division d'Honneur) | 2-0             | Blois Foot 41 (Division 3)                    |
| 06/01/2008 | AS La Sanne (Division d'Honneur)                  | 2-4             | ES Arpajonnaise (Division 3)                  |
| 06/01/2008 | US Véore (Division d'Honneur)                     | 8-0             | OS Monaco (Division d'Honneur)                |
| 06/01/2008 | US Laon (Division d'Honneur)                      | 0-5             | Arras FCF (Division 3)                        |
| 06/01/2008 | Limoges LF (Division 3)                           | 5-0             | CBOSL Football (Division 3)                   |
| 06/01/2008 | ASPTT Marseille (Division d'Honneur)              | 0-3             | Gandalou FC (Division d'Honneur)              |
| 06/01/2008 | Montbard Venarey F (Division d'Honneur)           | 4-2             | ES Troyes AC (Division d'Honneur)             |
| 06/01/2008 | AS Montigny (Division 2)                          | 0-2             | Le Mans UC (Division 2)                       |
| 06/01/2008 | AS muretaine (Division 3)                         | 4-2             | ES Cannet-Rocheville (Division 3)             |
| 06/01/2008 | Nîmes Métropole Gard (Division 3)                 | 0-3             | Rodez AF (Division 3)                         |
| 06/01/2008 | Ploërmel FC (Division d'Honneur)                  | 2-1             | AS Cherbourg (Division d'Honneur)             |
| 06/01/2008 | ESTC Poitiers (Division 3)                        | 1-1 (Tab : 3-4) | ES Blanquefortaise (Division 3)               |
| 06/01/2008 | US Pont de l'Arche (Division 3)                   | 0-1             | FC Rouen (Division 3)                         |
| 06/01/2008 | Riorges FC (Division 3)                           | 1-0             | RCF Mâcon (Division 3)                        |
| 13/01/2008 | ASC Saint-Apollinaire (Division 2)                | 2-1             | Aulnat Sportif (Division 2)                   |
| 06/01/2008 | AS Saint-Christol lez Alès (Division d'Honneur)   | 0-4             | ASPTT Albi (Division 2)                       |
| 06/01/2008 | FC Saint Étienne du Rouvray (Division d'Honneur)  | 0-5             | US Compiègne (Division 2)                     |
| 06/01/2008 | Saint-Herblain OC (Division 2)                    | 7-0             | ASPTT Vannes (Division 3)                     |
| 06/01/2008 | FR Sessenheim (Division d'Honneur)                | 0-3             | Saint-Memmie Olympique (Division 2)           |
| 06/01/2008 | AS Soliers (Division d'Honneur)                   | 1-13            | CPBB Rennes (Division 2)                      |
| 06/01/2008 | ASF Les Verchers (Division 2)                     | 2-0             | FCE Arlac (Division 3)                        |
| 06/01/2008 | FCF Nord Allier Yzeure (Division 2)               | 7-0             | USF Le Puy (Division 3)                       |

## Deuxième tour fédéral
Lors du deuxième tour il ne reste plus que dix-sept clubs de deuxième division accompagnés de onze clubs de troisième division et de douze clubs de division d'honneur.
Les rencontres ont lieu le 20 janvier 2008 à l'exception des matchs Corne USC-Tours FC et ES Blanquefortaise-ASF Les Verchers qui auront eu lieu la semaine suivante.
| Date       | Club (division)                                   | Score           | Club (division)                               |
| ---------- | ------------------------------------------------- | --------------- | --------------------------------------------- |
| 20/01/2008 | ASPTT Albi (Division 2)                           | 2-0             | FCF Monteux (Division 2)                      |
| 20/01/2008 | Allennes-les-Marais PMB (Division d'Honneur)      | 0-0 (Tab : 2-3) | Arras FCF (Division 3)                        |
| 20/01/2008 | Amiens Montières (Division d'Honneur)             | 0-3             | US Compiègne (Division 2)                     |
| 20/01/2008 | ES Arpajonnaise (Division 3)                      | 5-0             | FC Pontcharra Saint-Loup (Division d'Honneur) |
| 20/01/2008 | CS Mars Bischheim (Division 2)                    | 4-0             | AS Chèvremont (Division 3)                    |
| 27/01/2008 | ES Blanquefortaise (Division 3)                   | 0-3             | ASF Les Verchers (Division 2)                 |
| 20/01/2008 | AS Châtenoy-le-Royal (Division 3)                 | 0-0 (Tab : 0-2) | ASC Saint-Apollinaire (Division 2)            |
| 20/01/2008 | SR Colmar (Division d'Honneur)                    | 0-4             | ASSF Épinal (Division d'Honneur)              |
| 20/01/2008 | FCF Condéen (Division 2)                          | 7-1             | ES Cormelles-le-Royal (Division 2)            |
| 27/01/2008 | Corne USC (Division d'Honneur)                    | 0-5             | Tours FC (Division 2)                         |
| 20/01/2008 | Gandalou FC (Division d'Honneur)                  | 1-4             | Rodez AF (Division 3)                         |
| 20/01/2008 | US Gravelines (Division 2)                        | 8-1             | FC Rouen (Division 3)                         |
| 20/01/2008 | FC La Rochette Vaux le Pénil (Division d'Honneur) | 0-7             | VGA Saint-Maur (Division 2)                   |
| 20/01/2008 | US Véore (Division d'Honneur)                     | 1-4             | AS muretaine (Division 3)                     |
| 20/01/2008 | Montbard Venarey F (Division d'Honneur)           | 0-9             | COM Bagneux (Division 2)                      |
| 20/01/2008 | Ploërmel FC (Division d'Honneur)                  | 0-5             | Le Mans UC (Division 2)                       |
| 20/01/2008 | Saint-Herblain OC (Division 2)                    | 2-1             | Limoges LF (Division 3)                       |
| 20/01/2008 | US Saint-Malo (Division d'Honneur)                | 0-4             | CPBB Rennes (Division 2)                      |
| 20/01/2008 | Saint-Memmie Olympique (Division 2)               | 1-0             | AS Algrange (Division 3)                      |
| 20/01/2008 | FCF Nord Allier Yzeure (Division 2)               | 3-0             | Riorges FC (Division 3)                       |

## Seizièmes de finale
Les seizièmes de finale sont marqués par l'entrée en lice des douze clubs de la première division qui rejoignent les quinze clubs de deuxième division, les quatre clubs de troisième division et le petit poucet issu de division d'honneur, l'ASSF Épinal, déjà qualifiés pour ce tour de la compétition.
Les rencontres ont lieu le week-end du 10 février 2008 et sont marquées par les performances de l'US Compiègne, du VGA Saint-Maur et du FCF Nord Allier Yzeure, clubs de division 2, qui éliminent respectivement le FCF Hénin-Beaumont, l'Évreux ACF et le Toulouse FC, pensionnaires de division 1.
| Date       | Club (division)                     | Score           | Club (division)                     |
| ---------- | ----------------------------------- | --------------- | ----------------------------------- |
| 10/02/2008 | Arras FCF (Division 3)              | 0-4             | Paris SG (Division 1)               |
| 10/02/2008 | COM Bagneux (Division 2)            | 0-2             | FCF Juvisy (Division 1)             |
| 09/02/2008 | US Compiègne (Division 2)           | 1-1 (Tab : 5-4) | FCF Hénin-Beaumont (Division 1)     |
| 10/02/2008 | ASSF Épinal (Division d'Honneur)    | 0-1             | FC Vendenheim (Division 1)          |
| 10/02/2008 | US Gravelines (Division 2)          | 6-1             | FCF Condéen (Division 2)            |
| 10/02/2008 | Le Mans UC (Division 2)             | 1-1 (Tab : 7-8) | ASJ Soyaux (Division 1)             |
| 10/02/2008 | Montpellier HSC (Division 1)        | 3-0             | AS Saint-Étienne (Division 1)       |
| 10/02/2008 | AS muretaine (Division 3)           | 10-0            | ES Arpajonnaise (Division 3)        |
| 10/02/2008 | CPBB Rennes (Division 2)            | 2-0             | ASF Les Verchers (Division 2)       |
| 10/02/2008 | Rodez AF (Division 3)               | 5-0             | ASPTT Albi (Division 2)             |
| 10/02/2008 | ASC Saint-Apollinaire (Division 2)  | 0-4             | Olympique lyonnais (Division 1)     |
| 10/02/2008 | Stade Briochin (Division 1)         | 1-6             | ESOFV La Roche-sur-Yon (Division 1) |
| 10/02/2008 | VGA Saint-Maur (Division 2)         | 2-1             | Évreux ACF (Division 1)             |
| 10/02/2008 | Saint-Memmie Olympique (Division 2) | 0-2             | CS Mars Bischheim (Division 2)      |
| 10/02/2008 | Toulouse FC (Division 1)            | 1-2             | FCF Nord Allier Yzeure (Division 2) |
| 10/02/2008 | Tours FC (Division 2)               | 3-3 (Tab : 2-3) | Saint-Herblain OC (Division 2)      |

## Huitièmes de finale
Lors des huitièmes de finale, il ne reste plus que sept clubs de première division accompagnés de sept clubs de deuxième division ainsi que de l'AS muretaine et du Rodez AF, derniers clubs de troisième division.
Les rencontres ont lieu le 24 février 2008 et sont marquées par les performances de l'AS muretaine et du Rodez AF, clubs de division 3, qui éliminent respectivement le CS Mars Bischheim et le VGA Saint-Maur pensionnaires de division 2.
| Date       | Club (division)                     | Score           | Club (division)                 |
| ---------- | ----------------------------------- | --------------- | ------------------------------- |
| 24/02/2008 | CS Mars Bischheim (Division 2)      | 1-2             | AS muretaine (Division 3)       |
| 24/02/2008 | ESOFV La Roche-sur-Yon (Division 1) | 0-4             | FCF Juvisy (Division 1)         |
| 24/02/2008 | Paris SG (Division 1)               | 3-2             | US Compiègne (Division 2)       |
| 24/02/2008 | CPBB Rennes (Division 2)            | 3-3 (Tab : 8-7) | US Gravelines (Division 2)      |
| 24/02/2008 | Saint-Herblain OC (Division 2)      | 1-4             | ASJ Soyaux (Division 1)         |
| 24/02/2008 | VGA Saint-Maur (Division 2)         | 1-1 (Tab : 3-4) | Rodez AF (Division 3)           |
| 24/02/2008 | FC Vendenheim (Division 1)          | 0-6             | Olympique lyonnais (Division 1) |
| 24/02/2008 | FCF Nord Allier Yzeure (Division 2) | 0-5             | Montpellier HSC (Division 1)    |

## Quarts de finale
Lors des quarts de finale il ne reste plus que cinq clubs de première division ainsi que le CPBB Rennes dernier représentant de deuxième division et les deux petits poucets, l'AS muretaine et le Rodez AF, derniers clubs de troisième division.
À ce stade, les trois favoris pour la victoire finale sont l'Olympique lyonnais, le FCF Juvisy et le Montpellier HSC, qui occupent également les trois premières places de première division.
Les rencontres ont lieu le 23 mars 2008 et sont marquées par la performance du FCF Juvisy qui élimine le Montpellier HSC, double tenant du titre sur sa pelouse à Montpellier.
| Date       | Club (division)              | Score | Club (division)                 |
| ---------- | ---------------------------- | ----- | ------------------------------- |
| 23/03/2008 | Montpellier HSC (Division 1) | 0-1   | FCF Juvisy (Division 1)         |
| 23/03/2008 | AS muretaine (Division 3)    | 1-3   | ASJ Soyaux (Division 1)         |
| 23/03/2008 | Paris SG (Division 1)        | 2-0   | CPBB Rennes (Division 2)        |
| 23/03/2008 | Rodez AF (Division 3)        | 0-5   | Olympique lyonnais (Division 1) |

## Demi-finales
Lors des demi-finales il ne reste plus que quatre clubs de première division dans le dernier carrée.
Les rencontres ont lieu le 27 avril 2008 et sont marquées par la performance du Paris SG dans le derby francilien face au FCF Juvisy.
| Date       | Club (division)         | Score | Club (division)                 |
| ---------- | ----------------------- | ----- | ------------------------------- |
| 27/04/2008 | FCF Juvisy (Division 1) | 1-2   | Paris SG (Division 1)           |
| 27/04/2008 | ASJ Soyaux (Division 1) | 0-3   | Olympique lyonnais (Division 1) |

## Finale
La finale oppose deux clubs de première division, l'Olympique lyonnais qui participe pour la septième fois consécutives à la finale de la compétition, et le Paris SG qui atteint la finale pour la première fois de son histoire.
| 3 juin 2008 | Olympique lyonnais                                            | 3-0   | Paris SG | Stade de France, Saint-Denis                    |                                                 |
|             | 52e Shirley Cruz Traña · 57e Louisa Necib · 77e Camille Abily | (0-0) |          | Spectateurs : 700 Arbitrage : Séverine Craipeau | Spectateurs : 700 Arbitrage : Séverine Craipeau |
|             | Rapport                                                       |       |          | Spectateurs : 700 Arbitrage : Séverine Craipeau | Spectateurs : 700 Arbitrage : Séverine Craipeau |

| G               | 1  | Bente Nordby        |  |     |
| D               | 2  | Sandrine Dusang     |  |     |
| D               | 3  | Dorte Jensen        |  |     |
| D               | 4  | Laura Georges       |  |     |
| D               | 8  | Sonia Bompastor     |  |     |
| M               | 6  | Simone Gomes Jatoba |  |     |
| M               | 7  | Louisa Necib        |  | 81e |
| M               | 9  | Élodie Thomis       |  | 73e |
| M               | 11 | Shirley Cruz Traña  |  |     |
| A               | 5  | Hoda Lattaf         |  |     |
| A               | 10 | Camille Abily       |  | 79e |
| Remplacements : |    |                     |  |     |
| M               | 13 | Katia Da Silva      |  | 73e |
| A               | 12 | Sandrine Brétigny   |  | 79e |
| M               | 14 | Alix Faye-Chellali  |  | 81e |
| D               | 15 | Wendie Renard       |  |     |
| G               | 16 | Emmeline Mainguy    |  |     |
| Entraîneur :    |    |                     |  |     |
| Farid Benstiti  |    |                     |  |     |

| G               | 1  | Cécile Quatredeniers   |  |     |
| D               | 2  | Julie Soyer            |  |     |
| D               | 4  | Émilie Lhuillier       |  |     |
| D               | 5  | Sabrina Delannoy       |  | 46e |
| D               | 11 | Nonna Debonne          |  |     |
| M               | 3  | Laure Boulleau         |  |     |
| M               | 6  | Caroline Pizzala       |  |     |
| M               | 7  | Mériame Ben Abdelwahab |  | 52e |
| M               | 8  | Sophie Périchon        |  | 79e |
| A               | 9  | Marie-Laure Delie      |  |     |
| A               | 10 | Candice Prévost        |  |     |
| Remplacements : |    |                        |  |     |
| D               | 13 | Aude Moreau            |  | 46e |
| M               | 12 | Inès Dhaou             |  | 52e |
| M               | 13 | Adama Doumbouya        |  | 79e |
| M               | 15 | Claire Ficadière       |  |     |
| G               | 16 | Méline Gérard          |  |     |
| Entraîneur :    |    |                        |  |     |
| Eric Leroy      |    |                        |  |     |